# Sibylle Bolik
Sibylle Bolik (* 1962 in Recklinghausen) ist eine deutsche Medienwissenschaftlerin.
Bolik studierte Germanistik, Theater-, Film- und Fernsehwissenschaft und Geschichte an der Universität Köln. Nach ihrem Studium arbeitet sie als Hörspiellektorin und Autorin für mehrere Rundfunkanstalten. 
Bekannt geworden ist Sibylle Bolik vor allem durch ihre Studie über das DDR-Hörspiel. Daneben publizierte sie über Medienwertungsforschung im Rahmen des Sonderforschungsbereichs 240 „Bildschirmmedien“ an der Universität-GH Siegen.

## Schriften
- Mit Hammer und Feder? Das Hörspiel im Rundfunk der DDR. Regie: Hein Bruehl. Prod.: WDR, 1993 (Hörfunksendung, 104'24 Min.).
- Das Hörspiel in der DDR. Themen und Tendenzen (= Forschungen zur Literatur- und Kulturgeschichte. 43). Lang, Frankfurt am Main u. a. 1994, ISBN 3-631-46955-1 (zugleich: Köln, Universität, Dissertation, 1993).